# Skolelinux
Skolelinux/Debian-Edu' es una distribución Linux destinada a uso educativo y una Debian Pure Blend. El proyecto de software libre y de código abierto se fundó en Noruega en 2001 y actualmente se está desarrollando internacionalmente. Su nombre es una traducción directa de "escuelas linux" del Norwegian, skole derivado de la palabra en Latin schola.

## Historia
El proyecto Skolelinux se inició el 2 de julio de 2001. Veinticinco programadores informáticos y traductores acordaron mejorar el uso del software en la educación. Les disgustaba que la próxima generación de usuarios de ordenadores no pudiera tener acceso al código fuente, argumentando que los niños interesados deberían poder aprender de programadores expertos para crear su propio software. Otros desarrolladores, especialmente los traductores, estaban interesados en proporcionar programas informáticos en las lenguas maternas de los alumnos. Estos desarrolladores pensaban que los alumnos deberían poder navegar por Internet disponiendo de "señales de tráfico" que pudieran entender.
El proyecto Skolelinux estaba asociado a la organización "Linux in schools", fundada el 16 de julio de 2001. Más tarde, en la reunión anual del 16 de octubre de 2004, "Linux in schools" cambió su nombre por el de "Free Software in Schools". Profesores, desarrolladores y traductores alemanes se unieron a Skolelinux a lo largo de 2002. En 2003, Skolelinux se incluyó paso a paso como parte estándar de Debian.
Desde 2003, muchos desarrolladores de todo el mundo se han unido al proyecto, siendo los desarrolladores de Francia, Grecia y Alemania los más activos. El proyecto Skolelinux también coopera con muchos otros proyectos de software educativo libre. También se han creado organizaciones similares en España, Alemania, Letonia, Francia, Brasil y Dinamarca.
Skolelinux ha contribuido en gran medida a reescribir el Instalador de Debian. Además, Skolelinux ha llevado a cabo un amplio desarrollo y pruebas de thin clients y estaciones de trabajo sin disco como parte del nuevo LTSP versión 5.
Un total de 214 escuelas que utilizan Skolelinux. Este estudio de caso de la implementación de Skolelinux en una escuela de Grecia es típico de las experiencias de los usuarios.

## Diseño y principios
Skolelinux ofrece cuatro perfiles de instalación diferentes en un disco compacto que instalará fácilmente una red preconfigurada, incluyendo un servidor principal, estaciones de trabajos y Thin client-servidores. En resumen, sus principales objetivos son:
- Crear una distribución Linux a la medida de las escuelas –  en función de sus necesidades y recursos.
  - Simplificar el mantenimiento de las instalaciones informáticas.
  - Proporcionar una solución thin client que facilite el mantenimiento, reduzca costes y permita el uso de hardware antiguo.
- Reducir costes mediante el uso de software de código abierto y la reutilización de hardware antiguo.
- Identificar y facilitar programas adecuados para su uso en las escuelas.
- Permitir a los profesores ofrecer una enseñanza de TI de alta calidad a sus alumnos.
- Localizar la infraestructura informática traduciendo las páginas de software a las dos formas oficiales de escritura del Norwegian –  Bokmål. Bokmål y Nynorsk, así como al Sami septentrional. Sin embargo, este objetivo se amplió más tarde a todas las lenguas de las escuelas del mundo.

## Lanzamiento y soporte
| Skolelinux | Skolelinux                  | Skolelinux                  | Skolelinux                  |
| Versión    | Lanzamiento                 | Escritorio                  | Arquitectura                |
| ---------- | --------------------------- | --------------------------- | --------------------------- |
| 1.0        | 20 de junio de 2004         | Debian Woody                | i386                        |
| 2.0        | 14 de marzo de 2006         | Debian Ham                  | i386                        |
| 2.1        | N/A                         | Debian Slink                | i386                        |
| 2.2        | N/A                         | Debian Potato               | i386                        |
| 3.0        | 22 de julio de 2007         | Debian Etch                 | i386                        |
| 3.1        | N/A                         | Debian Etch                 | i386                        |
| 4.0        | N/A                         | N/A                         | i386                        |
| 5.0        | 9 de febrero de 2010        | Debian Lenny                | i386                        |
| 5.1        | N/A                         | Debian Lenny                | i386                        |
| 5.2        | N/A                         | Debian Lenny                | i386                        |
| 5.3        | N/A                         | Debian Lenny                | i386                        |
| 5.4        | N/A                         | Debian Lenny                | i386                        |
| 5.5        | N/A                         | Debian Lenny                | i386                        |
| 5.6        | N/A                         | Debian Lenny                | i386                        |
| 5.7        | N/A                         | Debian Lenny                | i386                        |
| 5.8        | N/A                         | Debian Lenny                | i386                        |
| 5.9        | N/A                         | Debian Lenny                | i386                        |
| 5.10       | 11 de marzo de 2012         | Debian Lenny                | i386                        |
| 6.0        | 11 de marzo de 2012         | Debian Squeez               | i386, x86_64                |
| 6.0.1      | 24 de marzo de 2011         | Debian Squeez               | i386, x86_64                |
| 6.0.2      | N/A                         | Debian Squeez               | i386, x86_64                |
| 6.0.2.1    | 28 de junio de 2011         | Debian Squeez               | i386, x86_64                |
| 6.0.3      | N/A                         | Debian Squeez               | i386, x86_64                |
| 6.0.4      | 29 de enero de 2012         | Debian Squeez               | i386, x86_64                |
| 6.0.5      | 13 de mayo de 2012          | Debian Squeez               | i386, x86_64                |
| 6.0.6      | 1 de octubre de 2012        | Debian Squeez               | i386, x86_64                |
| 6.0.7      | 24 de febrero de 2013       | Debian Squeez               | i386, x86_64                |
| 6.0.8      | 20 de octubre de 2013       | Debian Squeez               | i386, x86_64                |
| 6.0.9      | 17 de febrero de 2014       | Debian Squeez               | i386, x86_64                |
| 6.0.10     | 20 de julio de 2014         | Debian Squeez               | i386, x86_64                |
| 7.0        | 5 de mayo de 2013           | Debian Wheezy               | i386, x86_64                |
| 7.1        | 16 de junio de 2013         | Debian Wheezy               | i386, x86_64                |
| 7.2        | 13 de octubre de 2013       | Debian Wheezy               | i386, x86_64                |
| 7.3        | 16 de diciembre de 2013     | Debian Wheezy               | i386, x86_64                |
| 7.4        | 10 de febrero de 2014       | Debian Wheezy               | i386, x86_64                |
| 7.5        | 29 de abril de 2014         | Debian Wheezy               | i386, x86_64                |
| 7.6        | 13 de julio de 2014         | Debian Wheezy               | i386, x86_64                |
| 7.7        | 20 de octubre de 2014       | Debian Wheezy               | i386, x86_64                |
| 7.8        | 12 de enero de 2015         | Debian Wheezy               | i386, x86_64                |
| 7.9        | 8 de octubre de 2015        | Debian Wheezy               | i386, x86_64                |
| 7.10       | 4 de abril de 2016          | Debian Wheezy               | i386, x86_64                |
| 7.11       | 7 de junio de 2016          | Debian Wheezy               | i386, x86_64                |
| 8.0        | 26 de abril de 2015         | Debian Jessie               | i386, x86_64                |
| 8.1        | 8 de junio de 2015          | Debian Jessie               | i386, x86_64                |
| 8.2        | 11 de septiembre de 2015    | Debian Jessie               | i386, x86_64                |
| 8.3        | 24 de enero de 2016         | Debian Jessie               | i386, x86_64                |
| 8.4        | 3 de abril de 2016          | Debian Jessie               | i386, x86_64                |
| 8.5        | 5 de junio de 2016          | Debian Jessie               | i386, x86_64                |
| 8.6        | 18 de septiembre de 2016    | Debian Jessie               | i386, x86_64                |
| 8.7        | 15 de enero de 2017         | Debian Jessie               | i386, x86_64                |
| 8.7.1      | N/A                         | Debian Jessie               | i386, x86_64                |
| 8.8        | 7 de mayo de 2017           | Debian Jessie               | i386, x86_64                |
| 8.9        | 24 de julio de 2017         | Debian Jessie               | i386, x86_64                |
| 8.10       | 11 de diciembre de 2017     | Debian Jessie               | i386, x86_64                |
| 8.11       | 24 de junio de 2018         | Debian Jessie               | i386, x86_64                |
| 8.11.1     | 18 de febrero de 2019       | Debian Jessie LTS           | i386, x86_64                |
| 9.0        | 18 de junio de 2017         | Debian Stretch              | i386, x86_64                |
| 9.1        | 23 de julio de 2017         | Debian Stretch              | i386, x86_64                |
| 9.2        | 8 de octubre de 2017        | Debian Stretch              | i386, x86_64                |
| 9.2.1      | 10 de diciembre de 2017     | Debian Stretch              | i386, x86_64                |
| 9.3        | 10 de diciembre de 2017     | Debian Stretch              | i386, x86_64                |
| 9.4        | 11 de marzo de 2018         | Debian Stretch              | i386, x86_64                |
| 9.5        | 14 de julio de 2018         | Debian Stretch              | i386, x86_64                |
| 9.6        | 10 de octubre de 2018       | Debian Stretch              | i386, x86_64                |
| 9.7        | 24 de enero de 2019         | Debian Stretch              | i386, x86_64                |
| 9.8        | 17 de febrero de 2019       | Debian Stretch              | i386, x86_64                |
| 9.9        | 27 de abril de 2019         | Debian Stretch              | i386, x86_64                |
| 9.10       | 8 de sepmtiembre de 2019    | Debian Stretch              | i386, x86_64                |
| 9.11       | 9 de septiembre de 2019     | Debian Stretch              | i386, x86_64                |
| 9.12       | 9 de febrero de 2020        | Debian Stretch              | i386, x86_64                |
| 9.13       | 19 de septiembre de 2020    | Debian Stretch              | i386, x86_64                |
| 10.0       | 7 de julio de 2019          | Debian Buster               | i386, x86_64                |
| 10.1       | 8 de septiembre de 2019     | Debian Buster               | i386, x86_64                |
| 10.2       | 17 de octubre de 2019       | Debian Buster               | i386, x86_64                |
| 10.3       | 9 de febrero de 2020        | Debian Buster               | i386, x86_64                |
| 10.4       | 10 de mayo de 2020          | Debian Buster               | i386, x86_64                |
| 10.5       | 2 de agosto de 2020         | Debian Buster               | i386, x86_64                |
| 10.6       | 27 de septiembre de 2020    | Debian Buster               | i386, x86_64                |
| 10.7       | 6 de diciembre de 2020      | Debian Buster               | i386, x86_64                |
| 10.8       | 6 de febrero de 2021        | Debian Buster               | i386, x86_64                |
| 10.9       | 27 de marzo de 2021         | Debian Buster               | i386, x86_64                |
| 10.10      | 19 de junio de 2021         | Debian Buster               | i386, x86_64                |
| 10.11      | 10 de octubre de 2021       | Debian Buster               | i386, x86_64                |
| 10.12      | 27 de marzo de 2022         | Debian Buster               | i386, x86_64                |
| 10.13      | 11 de septiembre de 2022    | Debian Buster               | i386, x86_64                |
| 11.0       | 15 de agosto de 2021        | Debian Bullseye             | i386, x86_64                |
| 11.1       | 9 de octubre de 2021        | Debian Bullseye             | i386, x86_64                |
| 11.2       | 18 de diciembre de 2021     | Debian Bullseye             | i386, x86_64                |
| 11.3       | 26 de marzo de 2022         | Debian Bullseye             | i386, x86_64                |
| 11.4       | 9 de julio de 2022          | Debian Bullseye             | i386, x86_64                |
| 11.5       | 11 de septiembre de 2022    | Debian Bullseye             | i386, x86_64                |
| 11.6       | 17 de diciembre de 2022     | Debian Bullseye             | i386, x86_64                |
| 11.7       | 29 de abril de 2023         | Debian Bullseye             | i386, x86_64                |
| 11.8       | N/A                         | Debian Bullseye             | i386, x86_64                |
| Color      | Significado                 | Significado                 | Significado                 |
| Rojo       | Versión sin soporte         | Versión sin soporte         | Versión sin soporte         |
| Amarillo   | Versión antigua con soporte | Versión antigua con soporte | Versión antigua con soporte |
| Verde      | Versión actual              | Versión actual              | Versión actual              |
| Azul       | Versión en desarrollo       | Versión en desarrollo       | Versión en desarrollo       |

## Financiación
El desarrollo de Skolelinux está patrocinado anualmente por la SLX Debian Labs Foundation Archivado el 10 de marzo de 2023 en Wayback Machine.. El Ministerio de Educación noruego y el Ministerio de Reforma y Administración han patrocinado el proyecto. También donantes privados y empresas han proporcionado patrocinio. Esto ayuda a organizar entre 7 y 10 reuniones anuales de desarrolladores en Noruega, España y Alemania.